# Краткая хроника древних маркграфов и герцогов Австрии
Краткая хроника древних маркграфов и герцогов Австрии лат. Breve chronicon Austriacum — выполненное в кон. XII в. на латинском языке генеалогическое исследование Конрада из Витценберга (ум. 10 января 1203 г.), первого аббата бенедиктинского монастыря в Мельке. Сохранилось в рукописи XII в. Охватывает период от Леопольда I (ум. 10 июля 994 г.) до Генриха II Язомиргота (ум. 13 января 1177 г.).

## Издания
- Breve chronicon Austriacum // Scriptores Rerum Austriacarum. Tomus II. Leipzig. 1725.

## Переводы на русский язык
- Краткая хроника древних маркграфов и герцогов Австрии в переводе И. М. Дьяконова на сайте Восточная литература